# Sur Carungas
Sur Carungas är en bergstopp i Schweiz.   Den ligger i regionen Viamala och kantonen Graubünden, i den östra delen av landet, 160 km öster om huvudstaden Bern. Toppen på Sur Carungas är 2 829 meter över havet, eller 148 meter över den omgivande terrängen. Bredden vid basen är 1,2 km.
Terrängen runt Sur Carungas är huvudsakligen bergig, men den allra närmaste omgivningen är kuperad. Närmaste större samhälle är Thusis, 15,5 km norr om Sur Carungas. 
Trakten runt Sur Carungas består i huvudsak av gräsmarker. Runt Sur Carungas är det glesbefolkat, med 11 invånare per kvadratkilometer.